# Молодший значущий розряд
Моло́дший зна́чущий розря́д (МЗР, англ. Least significant bit) - мінімальна вхідна напруга, яку ще розрізняє АЦП. Для АЦП з числом N значущих розрядів у вихідному регістрі значення МЗР дорівнює відношенню максимального розмаху вхідної напруги АЦП до 2N. Вимірюється в мВ.
Величина вхідної напруги, при якій відбувається перехід від одного зачення вихідного коду АЦП до іншого сусіднього значенням, називається напругою міжкодового переходу. Різниця між двома суміжними значеннями міжкодових переходів називається кроком квантування або одиницею молодшого значущого розряду (МЗР).
Є декілька джерел похибки АЦП. Похибки квантування і нелінійності властиві будь-якому аналого-цифровому перетворенню. Крім того, існують так звані апартурні помилки які є наслідком джитера (англ. jitter) тактового генератора, вони виявляються при перетворенні сигналу в цілому (а не одного відліку).
Ці похибки також вимірюються в одиницях МЗР.
Одиниця молодшого розряду  використовується для вказівки точності або роздільної здатності приладів з цифровим індикатором .
Періодична зміна останнього знака (МЗР) вимірюваного значення (коливання , нестабільність показання ) у цифровому індикаторі явище нормальне, це не є несправністю і відбувається воно з невизначеності аналогового-цифрового перетворення для кількох останніх (останнього) знака АЦП. Якщо останній знак хорошого цифрового мультиметра не змінюється в процесі вимірювання струму або напруги, то це швидше погано, ніж добре (можливо щось в процесі вимірювань робиться не вірно чи є проблеми з приладом або схемою вимірювань).